# Sanibel
Sanibel é uma cidade localizada no estado americano da Flórida, no condado de Lee. Foi incorporada em 1974.

## Geografia
De acordo com o United States Census Bureau, a cidade tem uma área de 86,1 km², onde 41,8 km² estão cobertos por terra e 44,3 km² por água.

### Localidades na vizinhança
O diagrama seguinte representa as localidades num raio de 24 km ao redor de Sanibel.

## Demografia
Segundo o censo nacional de 2010, a sua população é de 6 469 habitantes e sua densidade populacional é de 154,8 hab/km². Possui 7 821 residências, que resulta em uma densidade de 187,2 residências/km².